# Honda Ascot
Honda Ascot — компактний седан виробництва Honda, що продавався тільки в Японії з 1989 по 1997 рік. Перше покоління виробляються у двох версіях, що засновані на Honda Accord CB, з 1989 по 1993 рік під назвою Ascot, а з 1993 по 1996 рік під назвою Ascot Innova. Honda Ascot Innova аналогічна моделі Accord Honda для європейського ринку, що виробляється у Великій Британії і є основою для Rover 600. 
Друге покоління автомобіля було аналогічним японському Honda Rafaga.
"Ascot", назва була вибрана з посиланням на іподром Ascot і краватку Ascot.

## Перше покоління (1989-1993)

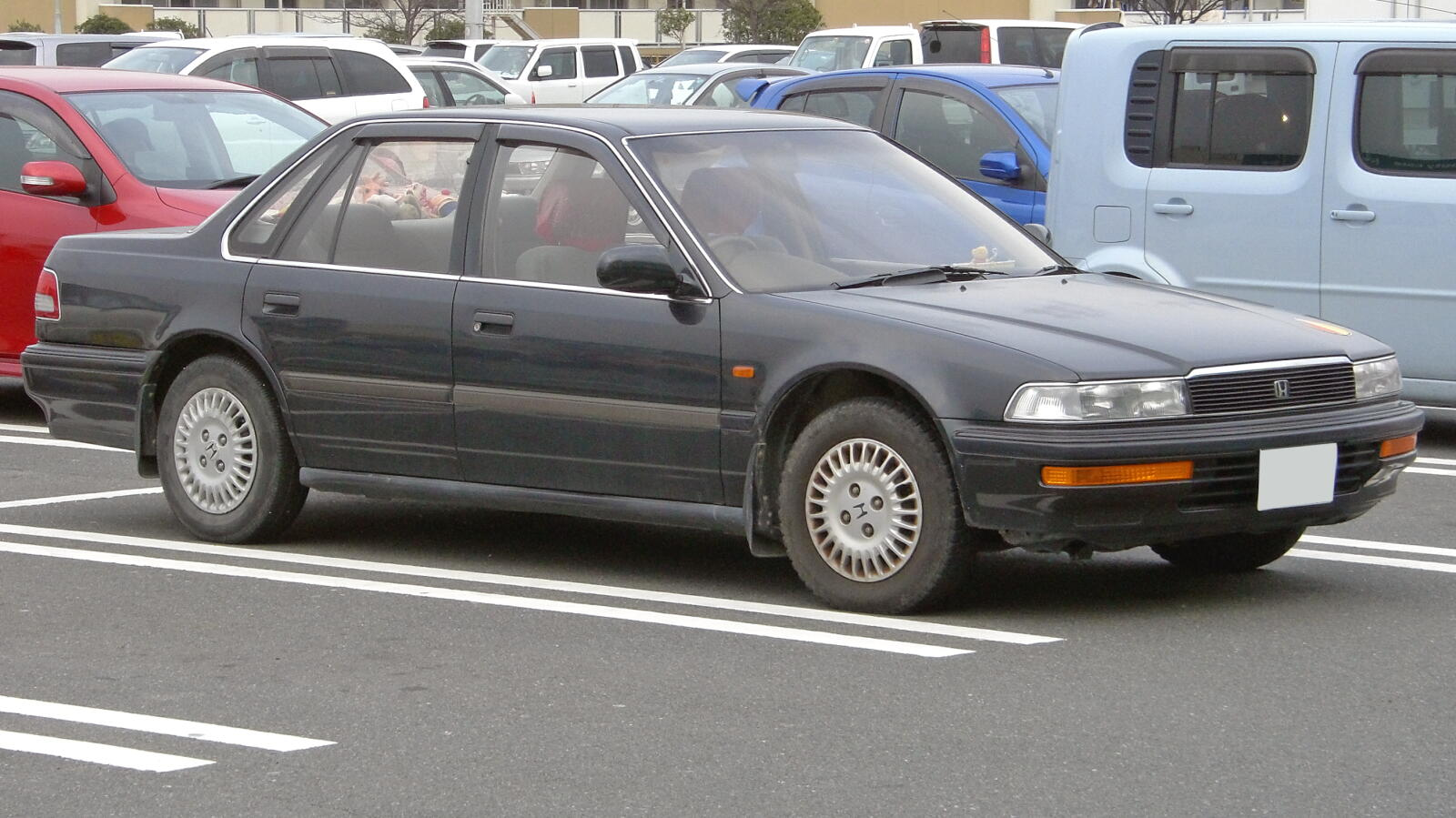
Honda Ascot 1 (1989-1993)

Ascot збудовано на основі 4-го покоління Accord. Автомобіль отримав інший кузов але абсолютно однаковий з Accord внутрішній зміст. Accord має строгий консервативний дизайн, у Ascot дизайн, навпаки, можна назвати простим і неформальним. Відмінною особливістю Ascot є велика, широка решітка радіатора і бічні вікна «освітленого» типу.
Тут встановлюються такі ж двигуни, як і на Accord. Їх три типи. Всі рядні, 4-циліндрові: 1,8-літровий SOHC, 2-літровий DOHC і 2-літровий SOHC. На всіх модифікаціях встановлювалась тільки 4-ступінчаста автоматична трансмісія. Використовувана тут подвійна незалежна підвіска важільного типу дозволяє назвати цей автомобіль сімейним седаном з характерними для Honda ходовими характеристиками. Деякі модифікації комплектуються системою повнокерованого повного приводу 4WS, вперше використовувалася на Prelude, що для звичайного седана є нестандартним рішенням.

### Двигуни
- 1.8 л F18A I4 SOHC
- 2.0 л F20A1 I4 SOHC два карбюратора
- 2.0 л F20A1 I4 SOHC PGM-FI
- 2.0 л F20A1 I4 DOHC PGM-FI

## Ascot Innova (1993-1996)

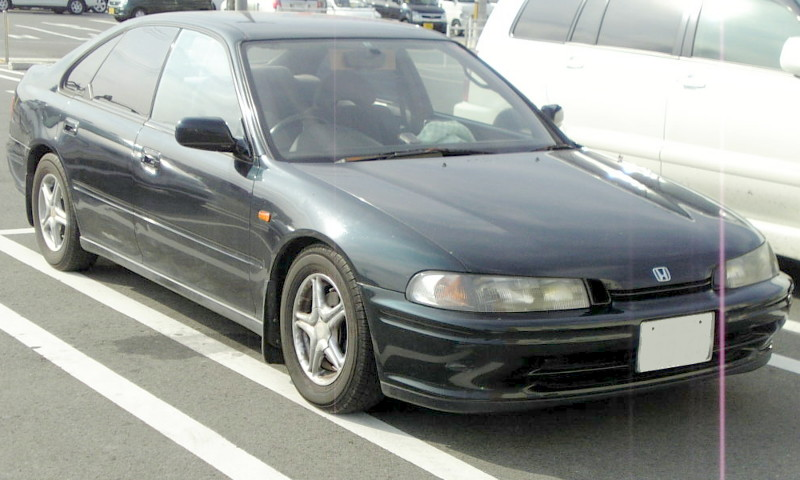
Honda Ascot Innova (1993-1996)

Машина виготовлена на базі моделі Ascot першого покоління, яка, в свою чергу, була споріднена з 4-м поколінням автомобілів модельного ряду Honda Accord. Седан мав 4-дверний кузов типу «hard top». Слід зазначити, що модель була ідентична тій машині, яка в Англії продавалася під назвою Honda Accord п'ятого покоління. Зовні машина була схожа на автомобіль з кузовом типу «хетчбек», тобто, виглядала по-спортивному. Крім 2-літрового 4-циліндрового мотора, запозиченого у моделі Accord, автомобіль міг оснащуватися двигуном робочим об'ємом 2,3 літра. По суті справи, машину Ascot Innova можна було цілком вважати «специфічним» седаном модельного ряду Accord. Підвіска машини пройшла спеціальне додаткове доведення, тому автомобіль мав більш спортивний хід, ніж седан Accord. Можна сказати, що це Prelude седан. Передня частина обох машин виконана у схожій манері. Тип приводу: тільки на передні колеса. Була модель з 4-ма керованими колесами (4WS).

### Двигуни
- 2.0 л F20A5 I4 SOHC
- 2.0 л F20A5 I4 DOHC
- 2.3 л H23A I4 DOHC

## Друге покоління (1993-1997)

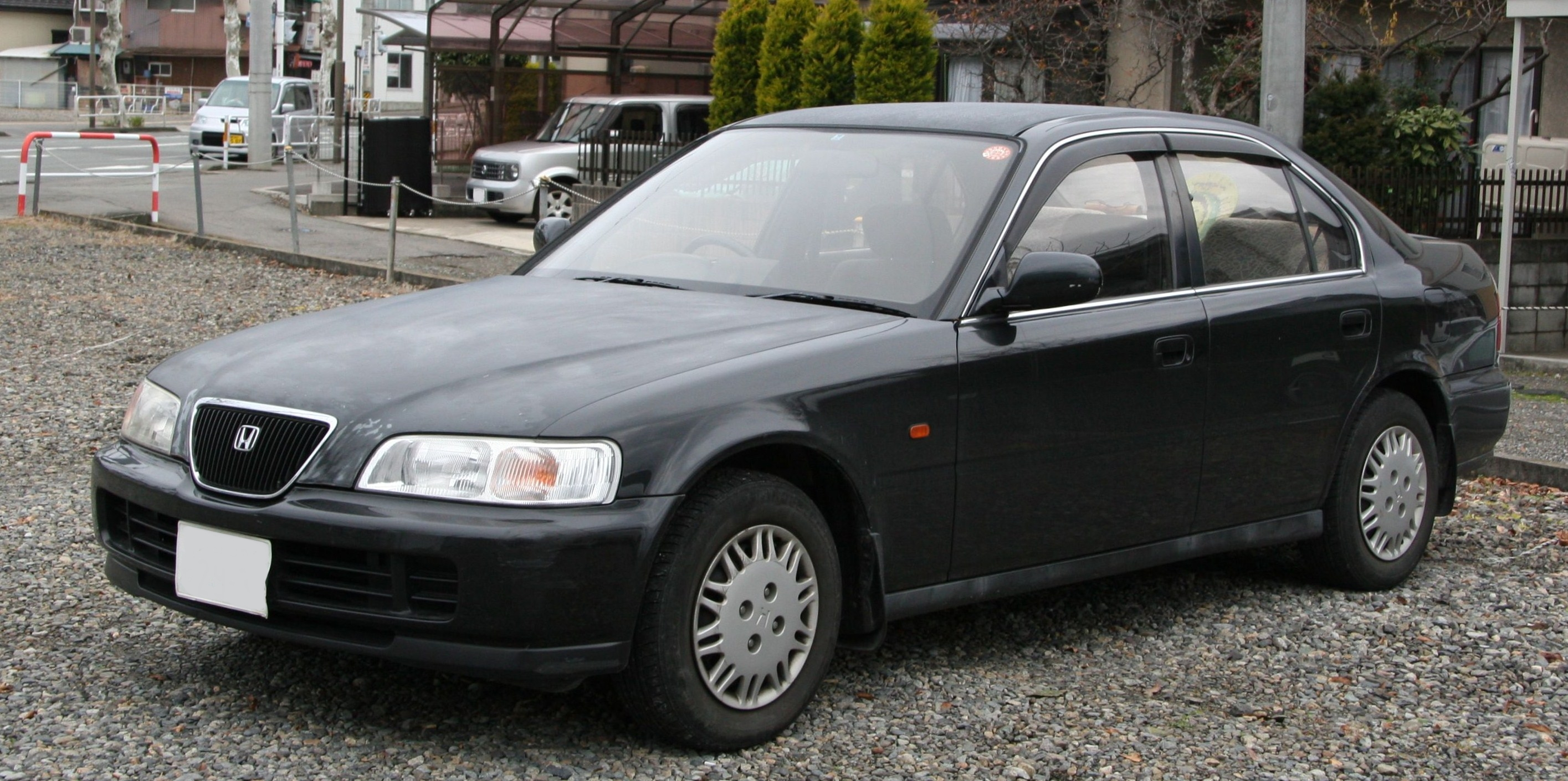
Honda Ascot 2 (1993-1997)

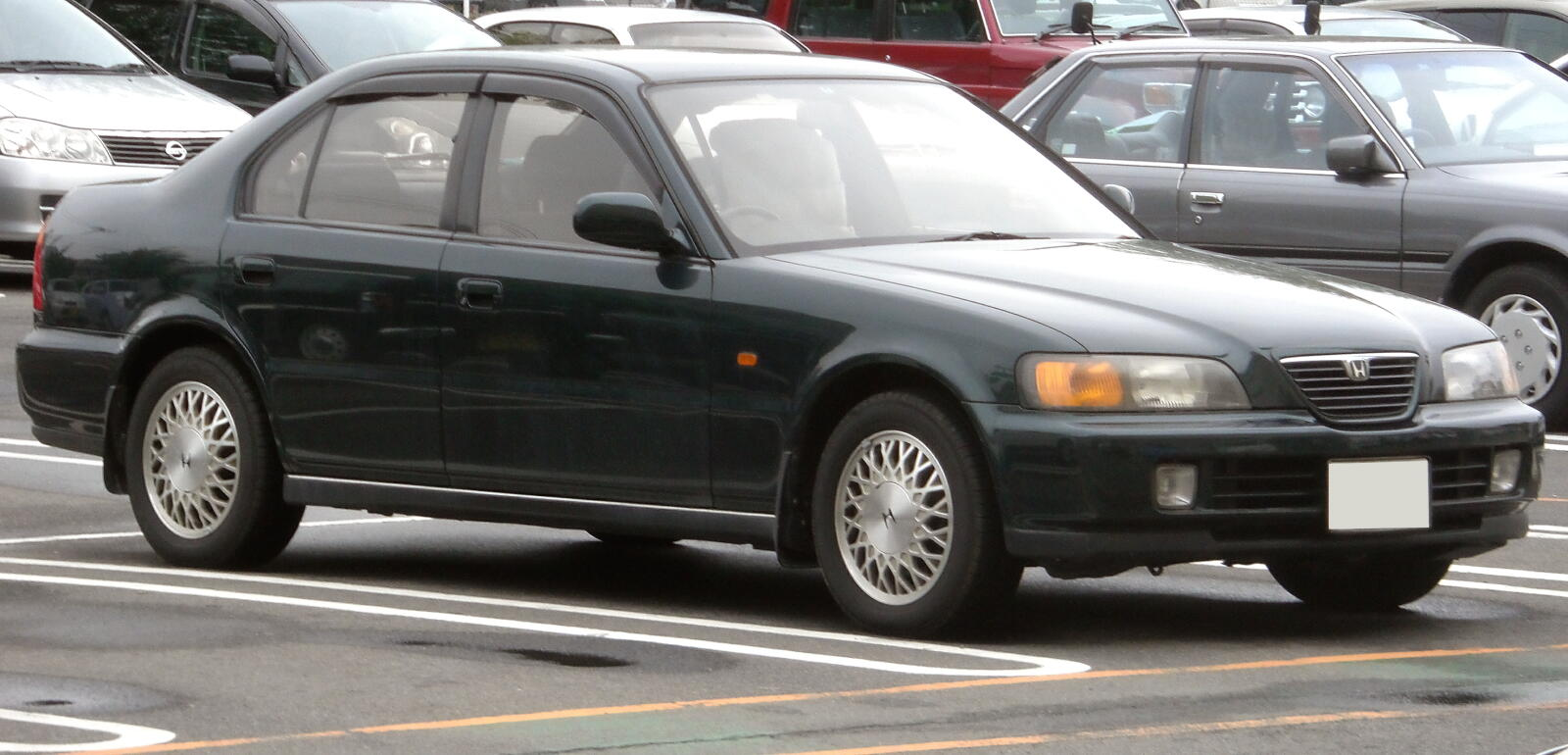
Honda Rafaga

В 1993 році вийшов у світ Ascot другого покоління, який мав уже кузов третьої розмірної групи, що видавало в ньому прагнення стати справжнім автомобілем розряду «престиж». Модель Ascot була оснащена 5-циліндровим мотором, та й механічна частина в основному носила запозичений у машини Accord характер. Але кузов був не 3-го, а 5-го розміру, компоновка висока, колісна база збільшена. Можна сказати, що, залишаючись седаном, він, тим не менш, придбав задатки нормального сімейного автомобіля середнього класу. Характерна особливість: довга передня частина, притому що передні колеса присунені ближче до кабіни (стиль «long nose short deck»). Потрібно сказати, що протягом наступних 10 років подібна концепція автомобіля класу «седан» отримала широке поширення. Тому можна з упевненістю констатувати, що компанія Honda потрапила, як то кажуть, в десятку. Машина оснащувалася двигуном об'ємом 2 або 2,5 літра, двигун розташовувався уздовж кузова в передній середній частині.

### Двигуни
- 2.5 л G25A1 I5
- 2.0 л G20A1 I5